# Bitwa pod Bornholmem (1457)
I bitwa pod Bornholmem – starcie trzech uzbrojonych okrętów gdańskich z duńsko-inflanckim konwojem w nocy z 14 na 15 sierpnia 1457 roku koło Bornholmu, podczas wojny trzynastoletniej, zakończone taktycznym zwycięstwem floty gdańskiej; największa stoczona na pełnym morzu bitwa wojny i według polskich historyków symbol zwycięskiej wojny morskiej pomiędzy Gdańskiem a Danią.
Królestwo Danii, rządzone przez króla Christiana I Oldenburga, negatywnie zareagowało na inkorporację państwa krzyżackiego do Korony Królestwa Polskiego i podjęło współpracę z zakonem krzyżackim, zwalczając gdańską żeglugę. Jednocześnie Dania dążyła do opanowania części ziem Zakonu, uzależniając zbrojną interwencję od posiadania portów na południowym wybrzeżu Bałtyku. Pomimo niechęci Zakonu do oddania duńskiemu sojusznikowi kontroli nad którymkolwiek z miast portowych na wodach i wybrzeżach Bałtyku doszło do eskalacji działań przeciwko żegludze przeciwnika oraz wzajemnej konfiskaty towarów. W reakcji na blokowanie szlaków handlowych Gdańsk uzbroił statki handlowe oraz rozwinął bezprecedensową w historii Polski akcję kaperską, mobilizując flotę uzbrojonych statków prywatnych do atakowania jednostek, portów i wybrzeży pod kontrolą Danii. Zwycięstwo floty gdańskiej nad duńskim konwojem 15 sierpnia 1457 roku w znacznym stopniu przyczyniło się do zawarcia korzystnego dla Polski rozejmu z Królestwem Danii 28 lipca 1458 roku, co pozbawiło krzyżaków jedynego sojusznika aktywnie uczestniczącego w działaniach zbrojnych wojny trzynastoletniej.

## Geneza bitwy

### Reakcja Danii na wojnę trzynastoletnią

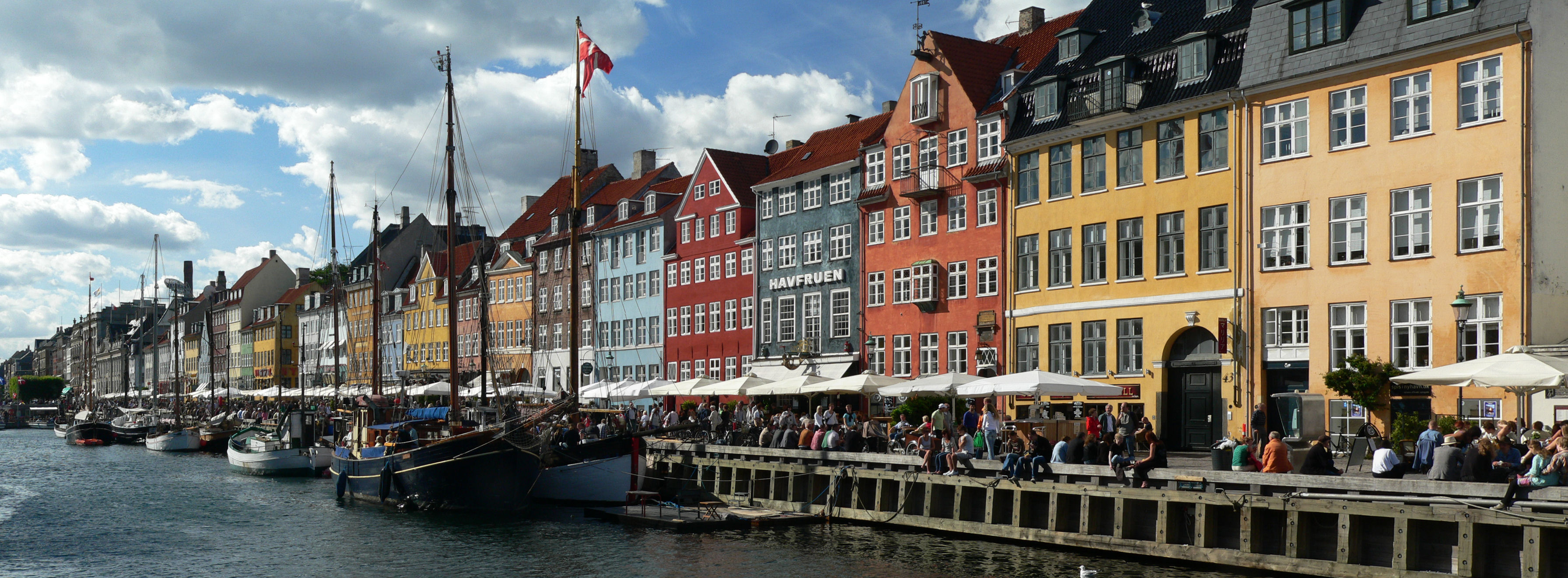
Kopenhaga, Nyhavn. Unia Kalmarska, zawarta w 1397, roku połączyła Danię i Szwecję, tworząc sojusz zdolny do trwałego zdominowania Morza Bałtyckiego. Uzyskanie dostępu do morza przez Polskę zagrażało tym planom.

Inkorporacja Państwa Zakonu Krzyżackiego przez Koronę Królestwa Polskiego w 1454 roku została przyjęta negatywnie przez Danię, gdyż otwierała dostęp do Bałtyku kolejnemu mocarstwu, zmniejszając szanse na skandynawską dominację. Jednocześnie Dania dążyła do osiągnięcia bezpośrednich korzyści z wojny, zamierzając w zamian za poparcie udzielone Zakonowi uzyskać korzyści finansowe umożliwiające opłacenie aktywnej polityki szwedzkiej albo przekazanie władzy nad niektórymi miastami zakonnymi w Inflantach.
W reakcji na przedłużającą się wojnę trzynastoletnią duński król Chrystian I latem 1455 roku udzielił poparcia zakonowi krzyżackiemu, a duńska flota rozpoczęła zwalczanie żeglugi Związku Pruskiego. Pomimo stanu wojny uwikłana w konflikt ze Szwecją o utrzymanie Unii Kalmarskiej Dania nie przeprowadziła żadnych poważnych operacji zbrojnych przeciwko Związkowi Pruskiemu, ograniczając się do patrolowania wybrzeży pruskich i organizowania konwojów z pomocą zbrojną, kierowanych do Inflant. W 1455 roku zakon krzyżacki odbił z rąk Związku Pruskiego Königsberg (Królewiec) przy ujściu Pregoły oraz Memel (Kłajpedę), strzegącą ujścia Niemna. Odzyskał tym samym możliwość sprowadzania posiłków i zapasów drogą morską.

### Wojna trzynastoletnia na Morzu Bałtyckim

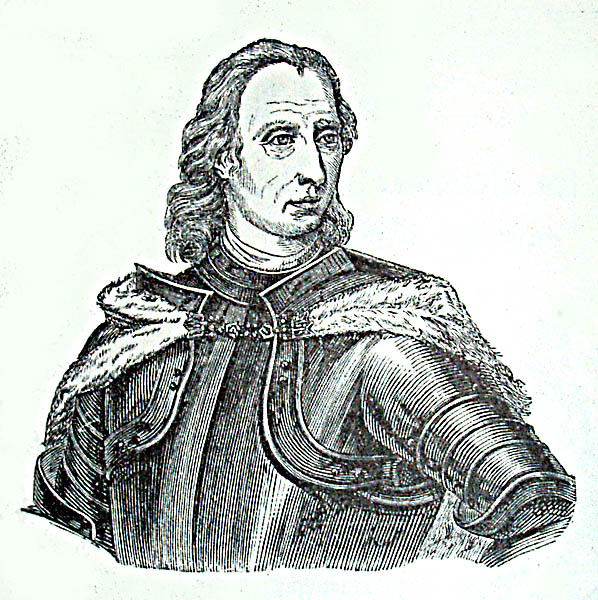
Chrystian I Oldenburg, król Danii. Zainteresowany objęciem protektoratu nad Inflantami poparł zakon krzyżacki w wojnie trzynastoletniej

Pomimo okresu krzyżackich sukcesów główne miasta Związku Pruskiego zdecydowane były na kontynuację wojny przeciwko Zakonowi, a determinacja rad miejskich Gdańska oraz Elbląga doprowadziła do utworzenia floty kaperskiej zdolnej do przeciwdziałania flocie duńskiej. Skutkowało to wyjątkowym w historii Polski zaangażowaniem w działania zbrojne na morzu. Rada miasta Gdańska wystawiła 13 listów kaperskich kapitanom uzbrojonych statków morskich, zezwalając im na atakowanie statków zmierzających do i z Królewca oraz Kłajpedy, aby sparaliżować krzyżacki handel oraz dowóz żywności i uzbrojenia dla Zakonu. W 1456 roku wojnę morską rozszerzono o zezwolenie na atakowanie statków płynących do Inflant oraz Danii, po czym nastąpiła wzajemna konfiskata towarów i statków duńskich w portach Związku Pruskiego i związkowych w Danii. W lutym 1456 roku rada miasta Gdańska, po uprzednim ostrzeżeniu Związku Hanzeatyckiego, wystawiła listy kaperskie czterem kolejnym kapitanom, zezwalając im na atakowanie statków krzyżackich, inflanckich i duńskich oraz napadanie na krzyżackie wybrzeża.
W działaniach zbrojnych na Bałtyku szczególne znaczenie miał obszar pomiędzy Bornholmem i Gotlandią, wyspami strategicznie położonymi na skrzyżowaniu bałtyckich szlaków żeglugowych. Panowanie nad tym obszarem pozwalało kontrolować całą żeglugę bałtycką.

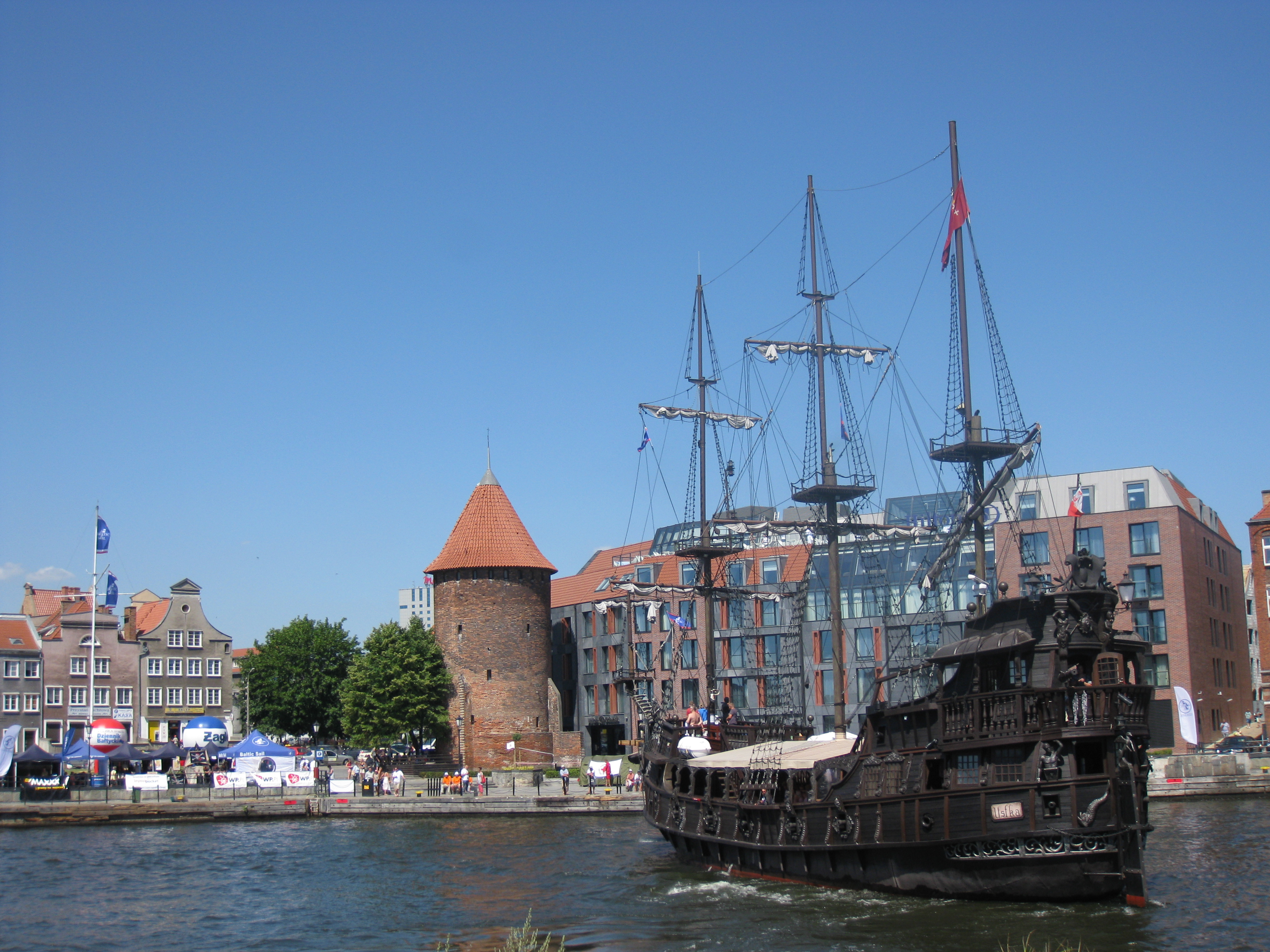
Gdańsk: baszta Łabędź i historyczny gdański port. Pośrednictwo w handlu zapewniało miastu wysokie dochody, umożliwiające sfinansowanie znacznej części wydatków strony związkowej w trakcie wojny trzynastoletniej.

## Cele i sposoby walki morskiej w okresie wojny trzynastoletniej

### Zadania flot bałtyckich
Wojna trzynastoletnia przypada na okres słabego rozwoju morskiej sztuki wojennej w rejonie Morza Bałtyckiego. Wciąż słabe po okresie rozbicia feudalnego państwa strefy bałtyckiej nie były w stanie zorganizować i sfinansować flot wojennych zdolnych do odegrania znaczącej roli w konflikcie militarnym. Próby takie w schyłkowym okresie średniowiecza w Europie podejmowali jedynie władcy angielscy i francuscy.
Nieprzerwanie od drugiej połowy XIII wieku w rejonie Bałtyku i Morza Północnego utrzymywała się znacząca rola niewielkich flot finansowanych przez duże portowe miasta, których działanie podporządkowane było ich ekonomicznym interesom. Podstawowym celem tak zorganizowanej marynarki było zapewnienie miastu zysków z handlu poprzez ochronę własnych szlaków handlowych i próbę uniemożliwienia prowadzenia handlu przez konkurencję, poprzez przerwanie obcych szlaków komunikacyjnych i blokadę wybrzeży. Istotnym zadaniem flot miejskich było zwalczanie piractwa. Możliwość transportu wojska drogą morską oraz ofensywy na nadmorskie terytoria nieprzyjaciela stosowane były rzadko, a działania flot w czasie wojny – ściśle podporządkowane działaniom na lądzie.

#### Systemy mobilizacji floty
Przestarzały ledungowy system mobilizacji floty, oparty na obowiązku dostarczania okrętu wraz z załogą przez okręg terytorialny na wezwanie monarchy, utrzymywał się w Danii i Szwecji, gdzie ekonomiczna słabość nielicznych miast nie pozwalała na sfinansowanie nowocześniejszego zespołu okrętów.
Brak stałej floty zmuszał walczące strony do zastosowania systemu kaperskiego, w którym morska siła zbrojna oparta była na zmobilizowanych okrętach prywatnych, pozyskanych w drodze wynajmu bądź rekwizycji. Zmobilizowane w miarę potrzeby okręty rada miejska albo władca wyposażali w patent (list kaperski), upoważniający do atakowania nieprzyjacielskich jednostek oraz statków zmierzających do nieprzyjacielskich portów, jak również w informację o działaniu kapra na zlecenie walczącej strony.

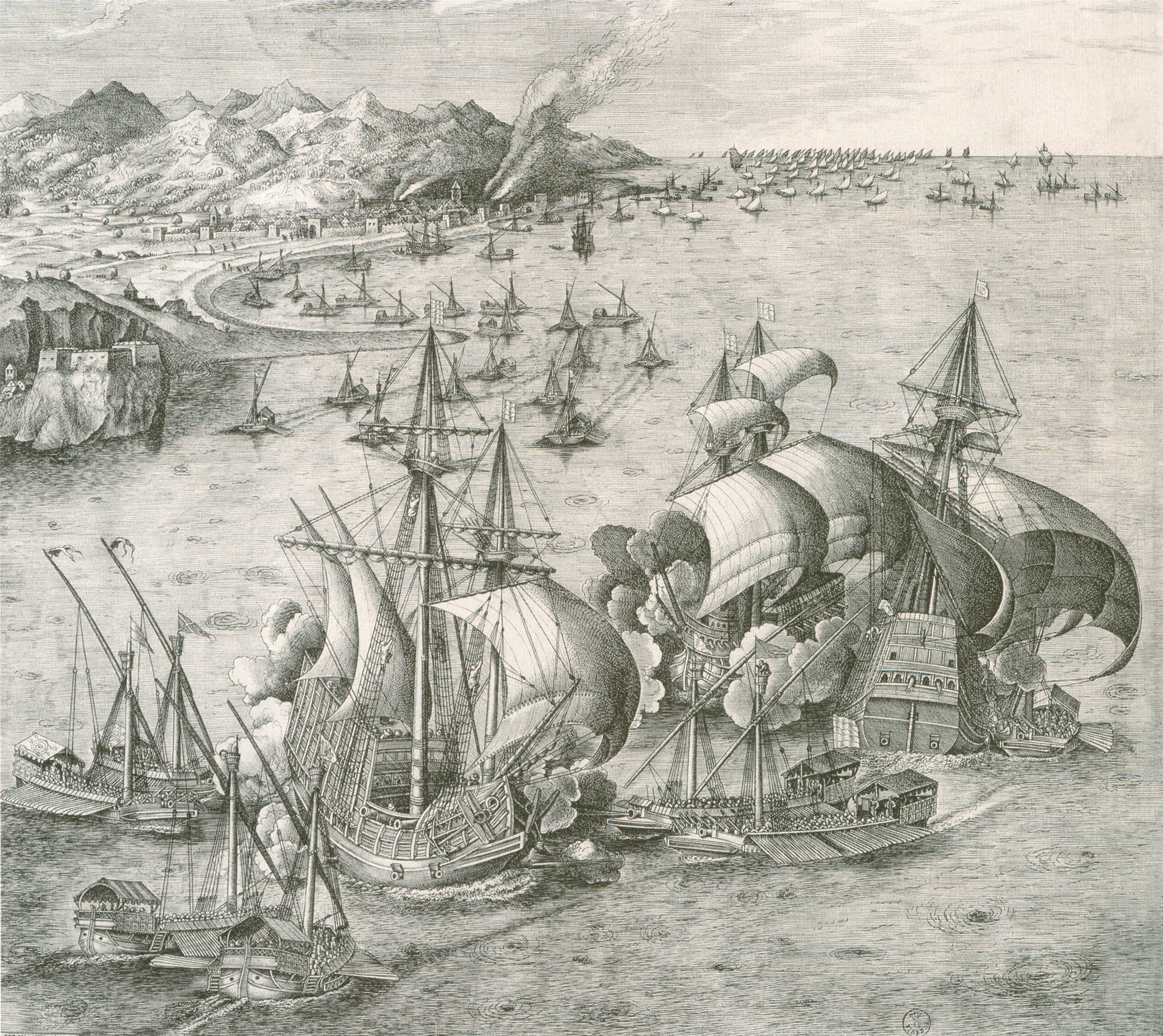
XVI-wieczny drzeworyt przedstawiający bitwę morską pomiędzy galerami a okrętami o napędzie żaglowym

Zalety systemu kaperskiego polegały na uniknięciu konieczności ponoszenia kosztów mobilizacji floty przez stronę posługującą się kaprami. Zamiast stałego żołdu dowódcy okrętów i załogi otrzymywały udział w łupach, a zmobilizowanie statków prywatnych czyniło zbędną kosztowną budowę okrętów. Wadą systemu kaperskiego była niska dyscyplina dowódców i ich załóg, zainteresowanych głównie uzyskaniem korzyści finansowych niezależnie od celów wojny.
Okręty handlowe poruszające się w obszarze zagrożenia uzbrajano okrętując zbrojną eskortę.

### Typy okrętów
Wojna na szlakach handlowych wymusiła zmiany w morskiej technice wojennej. Konieczność długiego przebywania na morzu i pokonywania znacznych odległości skutkowała zastąpieniem galer przez okręty o napędzie żaglowym. Ułatwiające desant żołnierzy i koni niskoburtowe okręty o małym zanurzeniu typu skandynawskiego, takie jak sneki czy drakkary, traciły znaczenie na rzecz przystosowanych do walki z pokładu okrętów wyposażonych w dziobowe i rufowe kasztele. Dominacja merkantylnego celu działania marynarki finansowanej przez kupieckie miasta zmuszała do tworzenia flot w oparciu o doraźnie uzbrajane statki transportowe. Brak większych różnic konstrukcyjnych pomiędzy uzbrojonymi okrętami a statkami umożliwiał relatywnie łatwe przywrócenie okrętom funkcji handlowej w przypadku ustania zagrożenia, dla którego zwalczania miasto wystawiło flotę.

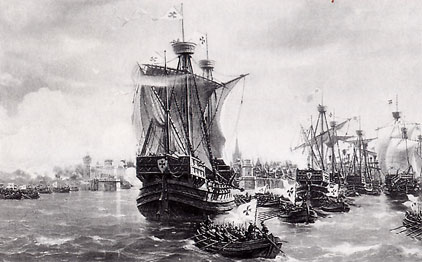
Flota średniowiecznych holków sfinansowana przez bałtyckie portowe miasta w wizji XIX-wiecznego artysty

Od połowy XIV wieku obok okrętów typu koga (kogge) ze sterem umocowanym na rufie w osi kadłuba budowano większe okręty typu holk (holcke), napędzane jednym prostokątnym żaglem i mogące pomieścić 200-osobową załogę. Wysokie kasztele dziobowe i rufowe holków dawały załodze przewagę w walce abordażowej, co doprowadziło do dominacji tego typu okrętów we flotach XV-wiecznych. Nowością w dziedzinie sztuki morskiej schyłkowego średniowiecza było poszycie karawelowe, zwiększające wytrzymałość kadłuba. Umożliwiało budowę większych statków i okrętów typu karaka (kraeck), które uczestniczyły w wojnie trzynastoletniej jako okręty kaperskie po obu stronach. Obok dużych statków popularne w użyciu były jednomasztowe jednostki frachtowe typu sznika (schnigge) oraz krajer (kraier), używane jako okręty wojenne do celów patrolowych i rozpoznawczych, a także wiosłowo-żaglowe duże barki (bartze) i mniejsze balingery.

#### Uzbrojenie i wyposażenie okrętów
W XV wieku obok łuków, kusz i maszyn miotających na wyposażenie okrętów zaczęła wchodzić prymitywna artyleria, a załoga posługiwała się także hakownicami i ręcznymi samopałami. Zawodność zarówno dział, jak i produkowanego z węgla drzewnego, siarki i saletry prochu oraz długi, dochodzący do 15 minut czas ładowania armat sprawiały, że artyleria ogniowa w trakcie wojny trzynastoletniej odgrywała jedynie pomocniczą rolę w pierwszej, wstępnej fazie bitwy morskiej, a walkę na odległość prowadzono głównie za pomocą tradycyjnej broni strzeleckiej. Ze względu na zdobywczy charakter okrętów działających w ramach systemu kaperskiego podstawowym sposobem walki był abordaż, umożliwiający przejęcie nieprzyjacielskiej jednostki. W tym celu okręty kaperskie obsadzano uzbrojoną załogą, w przybliżeniu sześć razy liczniejszą niż załoga statku handlowego podobnej wielkości. Przepisy hanzeatyckie szczegółowo określające liczbę marynarzy i żołnierzy na statkach w ten sposób, że 1 marynarz przypadał na 5-6 łasztów pojemności, a jeden żołnierz na jeden łaszt pojemności, nie były rygorystycznie przestrzegane. Podobnie uzbrajano okręty handlowe poruszające się w obszarze zagrożenia, okrętując uzbrojoną eskortę.

## Bitwa

### Źródła informacji o bitwie
Szczegółowe informacje o działaniach floty gdańskiej w okresie wojny trzynastoletniej zawiera kronika „Geschichte des dreizehnjährigen Krieges” sekretarza ówczesnej rady miejskiej Gdańska, magistra Johanna Lindaua. Józef Dyskant wskazuje, że w bitwie nie brały udziału okręty kaperskie, ale gdańskie statki handlowe, które ze względu na zagrożenie wojenne zostały obsadzone zbrojną eskortą. Nie są znane listy kaperskie dla żadnego z trzech dowódców gdańskich, których okręty brały udział w bitwie.

### Przebieg bitwy
W nocy z 14 na 15 sierpnia 1457 roku trzy uzbrojone, gdańskie statki handlowe pod dowództwem Gostrama Heyne (Jakuba Heine), Jockiego i Bartza Lenyna, płynące z ładunkiem towarów z Rewla do portów zachodnioeuropejskich napotkały u wybrzeży Bornholmu konwój duńsko-inflancki, liczący 16 statków. Wykorzystując ciemności, gdańszczanie zaatakowali, być może w reakcji na próbę otoczenia przez liczniejsze jednostki duńskie i inflanckie. W wyniku ostrzału i abordażu straty po stronie gdańskiej wyniosły 12 zabitych i wielu rannych, po stronie przeciwnej zaś ponad 40 jeńców i ok. 300 zabitych ludzi, z czego ok. 100 z jedynego zatopionego statku. Walka zakończyła się nad ranem rozproszeniem duńsko-inflanckiego konwoju.
Edmund Kosiarz uznał, że wynik bitwy był sukcesem statków gdańskich, które uniknęły poważnego zagrożenia ze strony przeważającego liczebnie przeciwnika. Władysław Konopczyński wysoko ocenił symboliczne znaczenie bitwy jako przerwanie duńskiej blokady powstańczych portów i „świetny przykład dany przez Gdańsk”. Zdaniem Krzysztofa Baczkowskiego sukces floty gdańskiej „stworzył podwaliny pod rozwój polskiej floty kaperskiej”, a Andrzej Nowak określa zwycięstwo pod Bornholmem jako „datę symboliczną pierwszego święta polskiej (gdańskiej) bandery”. Zdaniem Józefa Dyskanta największa z bitew morskich pierwszej połowy wojny trzynastoletniej była efektem przypadkowego spotkania dwóch flot, a atak floty gdańskiej – wykorzystaniem sprzyjających okoliczności. Marian Biskup uznał, że bitwa pod Bornholmem to „największy sukces Gdańszczan”, „którego znaczenia nie należy przeceniać”.

### Skutki bitwy
Wśród wziętych przez gdańszczan jeńców znalazło się pięciu urzędników krzyżackich, w tym wójt Sonnenburga. Gdańszczanie 23 września 1457 roku poinformowali o swoim sukcesie Związek Hanzeatycki, który poprosili o pośrednictwo w rokowaniach pokojowych z królem Danii Chrystianem I.

## Następstwa bitwy

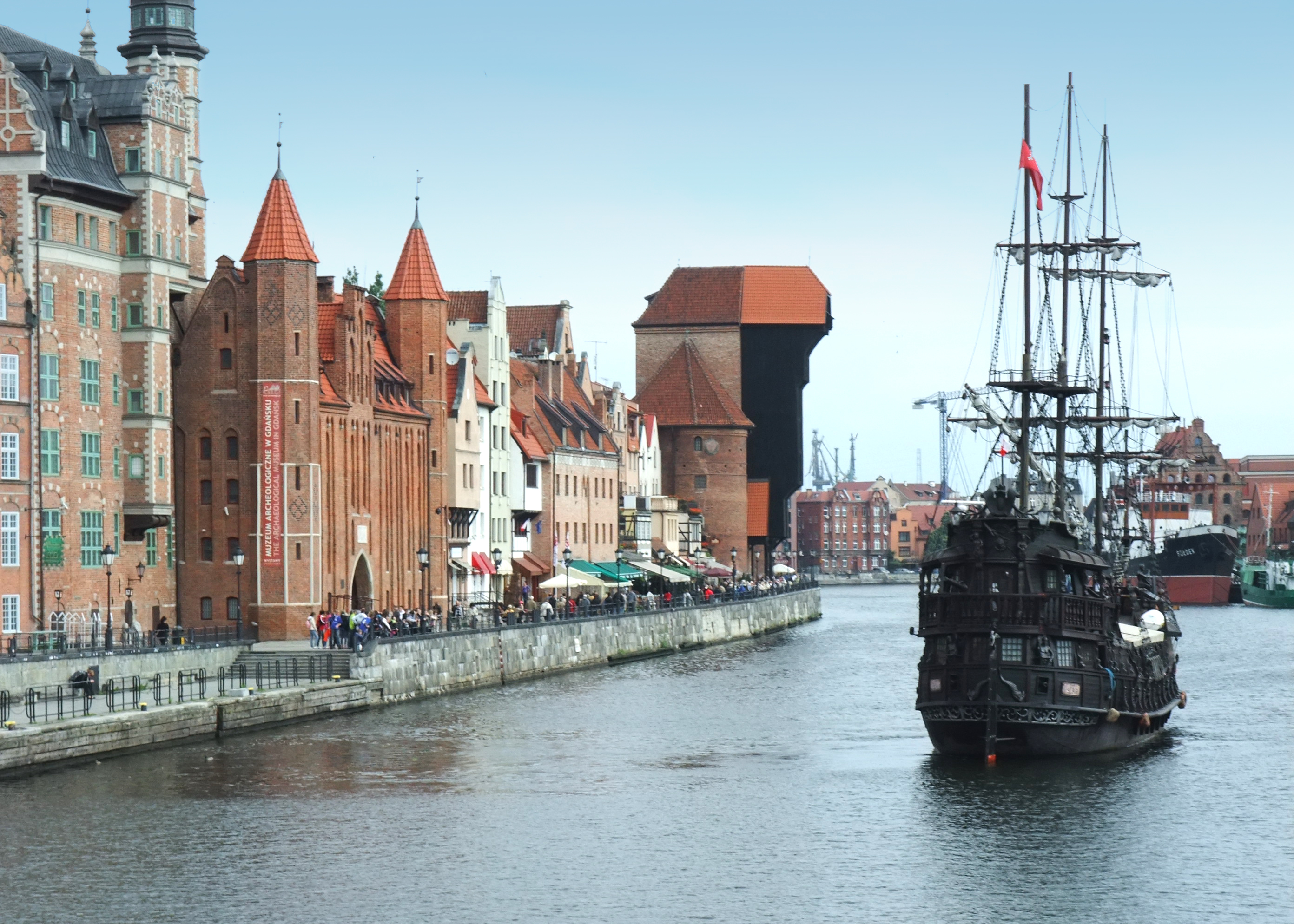
Port rzeczny w Gdańsku: Długie Pobrzeże i Żuraw

### Układ w Sztokholmie
Działania dyplomatyczne celem uzyskania zwierzchności nad Zakonem w zamian za udzielenie mu pomocy w trakcie wojny król Christian I zintensyfikował po nabyciu Malborka przez Królestwo Polskie. Dania usiłowała uzyskać od Zakonu leżącą u ujścia Niemna Kłajpedę (Memel) jako bazę wypadową. Król Christian I proponował osadzenie w mieście swojego brata Maurycego oraz zwrot miasta Krzyżakom po wojnie, w zamian za zwrot poniesionych kosztów albo utrzymanie posiadania miasta przez Danię w przypadku, jeżeli wojna zakończy się inkorporacją całości państwa krzyżackiego do Polski.
Negocjujący z królem Danii mistrz inflancki Johann von Mengede, zwany Osthof, stanął na stanowisku, że roszczenia co do zwierzchnictwa Kopenhagi nad państwem zakonnym bądź jego inflancką gałęzią są niedopuszczalne ze względu na podległość państwa zakonnego papieżowi. W negocjacjach usiłował uzyskać gwarancję interwencji Danii w przypadku ataku Polski na Inflanty. 18 października 1457 roku w Sztokholmie zawarty został układ duńsko-inflancki. Na jego mocy w zamian za 1000 złotych reńskich rocznej opłaty Dania zobowiązała się udzielić na żądanie mistrza inflanckiego pomocy siłą 300-500 najemników, rezygnując jednocześnie z roszczenia do obejmowania zwierzchnictwa nad jakąkolwiek częścią ziem Zakonu. Układ był sukcesem inflanckiej gałęzi Zakonu, która obroniła swą niezależność i uzyskała sojusznicze gwarancje militarne. Dania ograniczyła swoje aktywne działania wobec wojny polsko-krzyżackiej do pozyskania środków na politykę szwedzką.

### Nieograniczona wojna kaperska
Z początkiem 1458 roku Gdańsk zdecydował się na nieograniczoną wojnę morską i nasilenie ofensywy: wystawiono 21 listów kaperskich wiosną 1458 roku oraz 12 latem 1458 roku, a statki upoważniono do atakowania żeglugi duńskiej i inflanckiej w Cieśninach Duńskich i wzdłuż wybrzeży Pomorza Zachodniego i Meklemburgii, a także do napadania miast i portów Danii, duńskiej Norwegii oraz Gotlandii. Zdobycie przez gdańskich kaprów 45 statków sparaliżowało bałtycki handel, na skutek czego Związek Hanzeatycki zaczął naciskać na skonfliktowane strony, dążąc do przerwania działań wojennych. Zawieszenie broni pomiędzy Danią a Polską zawarto 28 lipca 1458 roku w Gdańsku, pozbawiając zakon krzyżacki głównego sojusznika.

## W kulturze
Historia floty wojennej utworzonej w okresie wojny trzynastoletniej pod patronatem króla Kazimierza IV jest kanwą powieści Józefa Wójcickiego „Bałtyckie orły”.